# Забужье (Винницкая область)
Забужье (укр. Забужжя) — село на Украине, находится в Немировском районе Винницкой области.
Код КОАТУУ — 0523082003. Население по переписи 2001 года составляет 305 человек. Почтовый индекс — 22848. Телефонный код — 4331.
Занимает площадь 0,998 км².

## Адрес местного совета
22847, Винницкая область, Немировский р-н, с. Вышковцы